# Omara
Omare so kos pohištva, ki se v prostoru lahko nahajajo samostojno ali pa v povezavi z drugimi kosi pohištva.
Po namembnosti uporabe, se omare, ločijo na:
- garderobne omare
- kuhinjske omare
- omare za shrambe, ipd...

Glede na prostor, kjer so postavljene, ločimo omare za stanovanjsko rabo ter na omare v poslovnih prostorih.
Omare za stanovanjsko rabo, se po svoji funkcionalnosti, lahko delijo na omare v otroških sobah, spalnicah, kuhinjah, kopalnicah, jedilnih sobah, predprostorih in na hodnikih, omare v shrambah ter dnevnih sobah.
V poslovnih prostorih so omare namenjene pospravljanju in shranjevanju delovnih gradiv in dokumentacije, shranjevanju katalogov in prospektov, pisarniških pripomočkov in podobno.
Nekatere omare so narejene v specifične namene (omare za elektronske naprave, kot so tiskalniki, fotokopirni stroji, ipd...), nekatere omare pa so lahko namenjene več rečem (garderobne omare,...)
Po svoji izdelavi se omare delijo na vnaprej izdelane tipske omare in omare po meri. Med najpogostejše predstavnice omar po meri, sodijo vgradne omare. Vgradne omare so takšne, ki jih vgradimo od ene do druge stene in ali od tal do stropa. Med vgradne omare pa spadajo tudi takšne, ki imajo namesto ene zidne stranice, omarno stranico.